# Wahlgreniella ossiannilssoni
Wahlgreniella ossiannilssoni är en insektsart som beskrevs av Hille Ris Lambers 1949. Wahlgreniella ossiannilssoni ingår i släktet Wahlgreniella och familjen långrörsbladlöss. Arten är reproducerande i Sverige. Inga underarter finns listade i Catalogue of Life.